# 杜姸
張瑋庭（Bebe Chang，1991年11月9日—），藝名杜妍，舊藝名BeBe（2013年11月之前），新生代女藝人，四分之一美國血統，畢業於天母國中、淡江高中。在2008年參加Channel V《無敵青春克》選拔，入選後表現亮眼，在一百零一位水水之中脫穎而出，為該節目注目焦點，為該節目第九名。雖然在無敵青春克並未得冠，但曾獲無名人氣水水冠軍、戀愛系水水冠軍、機智水水第二名、高校美女第二名、Cosplay女王第三名 表現也十分優秀。
2010年起參與《全民最大黨》Show Girl工作，及後成為固定班底之一，以甜美外型及自然不做作演技令人印象深刻。在節目中表現亮眼網路上更擁有高人氣，活躍於綜藝節目、廣告代言、活動、音樂錄影帶以及雜誌平面拍攝等。現積極朝戲劇、主持全方位發展，並參與演出電影《甜蜜殺機》《痴情男子漢》，電視劇《村裡來了個暴走女外科》。

## 作品

### 參賽者
- Channel V 
  - 《無敵青春克》

### 節目錄影
- Channel V《我愛黑澀會》黑澀會美眉一級警誡（2008/09/15）
- Channel V《無敵青春克》第九名
- 中視 《我猜我猜我猜猜猜》人不可貌相─高校制服美少女（2008/12/13）
- 中天 《大學生了沒》這麼正！你能不加好友嗎？大學生網友見面會！(2011/01/19)
- 中天 《全民最大黨》、《全民大新聞》、《全民大笑花》、《瘋狂大悶鍋》
- 中天 《康熙來了》
  - 模仿扮裝的神奇化妝術(2012/07/18)
  - 模仿新秀的指控逆襲！(2012/10/12)
  - 康熙寵物診療室！(2012/10/24)
  - 想追我，先過老爸這關再說？！(2013/03/13)
  - 女生被吃豆腐到底該怎麼辦？(2013/11/11)
  - 改個名字星運真的比較好嗎？！(2013/11/22)
  - 美女變光頭後還是美女？！(2014/01/06)
  - 他們都是渾然天成的戲精？！(2014/01/07)
  - 什麼？！女神竟然來我家！(2014/02/18)
  - 一年過了他們還在想新模仿角色(2014/03/31)
  - 康熙好身材運動對決(2014/04/10)
  - 百大性感美女這樣拉票有用嗎？(2014/05/26)
  - 康熙兩性調查局-女友十大煩人問題(2014/12/19)

- 衛視中文台 《冠軍任務》 (2013年12月28日) 第31集 高雄市 坐船的人。

- 三立都會台 、中視數位台 《綜藝玩很大》
  - 『 命運爭奪戰 』第7集、第8集 臺灣 / 澎湖篇 (2014年9月6日)、(2014年9月13日)

### MV
- 韋禮安《因為愛》MV (與小樂共同演出)
- GX（蕭秉治&呂思緯）《認愛》MV

### 微電影
《幸福請簽收》、《愛情不搬家》 與歐陽倫 共同演出

## 電視劇
| 首播   | 電視台           | 劇名                          | 角色              |
| 2013年 | MTV              | PMAM                          | Becky             |
| 2014年 | 公視             | 16個夏天                      | 長腿妹            |
| 2014年 | 台視             | 徵婚啟事                      | 模特兒            |
| 2015年 | 中視             | 皇恩浩蕩                      | 郭子琳            |
| 2015年 | 三立             | 戀愛鄰距離                    | 錢曉薇            |
| 2016年 | 公視             | 滾石愛情故事-對面的女孩看過來 | 倩倩              |
| 2016年 | 搜狐視頻         | 親愛的，公主病                | 姎姎              |
| 2016年 | 三立             | 我的極品男友                  | 丁雨晨            |
| 2017年 | 搜狐視頻         | 親愛的王子大人                | 張芝芝            |
| 2017年 | CHOCO TV         | 東區小巷的大廟                | 曾凌              |
| 2017年 | 搜狐視頻         | 端脑                          | 天行(客串)        |
| 2019年 | 愛奇藝、騰訊視頻 | 從前有座靈劍山                | 岳馨瑤            |
| 2020年 | 優酷             | 預支未來                      | 花妹              |
| 2022年 | 公視             | 村裡來了個暴走女外科          | 住院醫師 / 江緹娜 |
| 2024年 | Netflix          | 誰是被害者2                   | 郭昕白            |

## 電影
| 上映   | 劇名           | 角色       |
| 2013年 | 甜蜜殺機       | 谷佑心     |
| 2015年 | 超級夥伴       | 小樂的老師 |
| 2017年 | 痴情男子漢     | 小玉       |
| 2018年 | 艋舺之赤女英雄 | 理欣       |
| 2019年 | 心跳回忆       |            |
| 2019年 | 陪你很久很久   |            |

## 外部連結
- 杜姸BeBe Du的Facebook專頁
- 杜姸BeBeDu的新浪微博
- 杜姸BeBeDu的Instagram帳戶